# Regierungsbezirk Bromberg

Indelningen av provinsen Posen, 1910:
Regierungsbezirk Bromberg
Regierungsbezirk Posen

Regierungsbezirk Bromberg var ett preussiskt regeringsområde i provinsen Posen 1815–1919. Det hade en yta på 11 449 km² och hade 689 023 invånare (1900), därav 275 974 evangeliska, 398 336
katoliker och 13 024 judar. Det indelades i 14 kretsar.
Regeringsområdet upplöstes efter första världskriget, då Versaillesfreden tilldelade större delen av Posen till Polen. Idag ingår hela regeringsområdets territorium i Polen.
Regierungsbezirk Bromberg indelades i följande kretsar (1820):
- Landkreis Bromberg
- Kreis Chodziesen
- Landkreis Czarnikau
- Kreis Gnesen
- Kreis Inowrazlaw
- Kreis Mogilno
- Kreis Schubin
- Kreis Wirsitz
- Kreis Wongrowitz

## Källa
Den här artikeln är helt eller delvis baserad på material från Nordisk familjebok, Bromberg, 1904–1926.